# Ордмін
Ордмін (перс. اردمين) — село в Ірані, у дегестані Ак-Кагріз, у бахші Новбаран, шагрестані Саве остану Марказі. За даними перепису 2006 року, його населення становило 199 осіб, що проживали у складі 84 сімей.

## Клімат
Середня річна температура становить 9,80°C, середня максимальна – 28,35°C, а середня мінімальна – -11,22°C. Середня річна кількість опадів – 250 мм.
| Клімат поселення                              | Клімат поселення | Клімат поселення | Клімат поселення | Клімат поселення | Клімат поселення | Клімат поселення | Клімат поселення | Клімат поселення | Клімат поселення | Клімат поселення | Клімат поселення | Клімат поселення | Клімат поселення |
| Показник                                      | Січ.             | Лют.             | Бер.             | Квіт.            | Трав.            | Черв.            | Лип.             | Серп.            | Вер.             | Жовт.            | Лист.            | Груд.            |                  |
| Середній максимум, °C                         | 4,48             | 5,76             | 9,20             | 16,07            | 21,19            | 26,91            | 28,35            | 28,21            | 23,95            | 17,66            | 11,18            | 5,64             |                  |
| Середня температура, °C                       | −3,39            | −2,1             | 1,35             | 8,22             | 13,34            | 19,04            | 22,70            | 22,56            | 18,30            | 12,03            | 5,54             | 0,00             |                  |
| Середній мінімум, °C                          | −11,22           | −9,96            | −6,5             | 0,37             | 5,49             | 11,19            | 17,07            | 16,91            | 12,66            | 6,38             | −0,1             | −5,65            |                  |
| Норма опадів, мм                              | 31               | 34               | 47               | 39               | 33               | 5                | 2                | 1                | 0                | 10               | 19               | 29               |                  |
| Середньомісячна швидкість вітру, м/с          | 1.61             | 2.34             | 2.84             | 2.97             | 2.32             | 2.24             | 2.22             | 2.12             | 2.05             | 1.99             | 1.65             | 1.47             |                  |
| Середньомісячна сонячна радіація, кДж/м²·день | 8795             | 11550            | 14332            | 17893            | 22081            | 26564            | 26037            | 23739            | 20360            | 14855            | 10612            | 8598             |                  |
| --------------------------------------------- | ---------------- | ---------------- | ---------------- | ---------------- | ---------------- | ---------------- | ---------------- | ---------------- | ---------------- | ---------------- | ---------------- | ---------------- | ---------------- |
| Джерело:                                      |                  |                  |                  |                  |                  |                  |                  |                  |                  |                  |                  |                  |                  |